# Synoza pulchra
Synoza pulchra är en insektsart som beskrevs av Robert Malcolm Laing 1923. Synoza pulchra ingår i släktet Synoza och familjen Carsidaridae. Inga underarter finns listade i Catalogue of Life.